# (36240) 1999 VN44
1999 VN44 (asteroide 36240) é um asteroide da cintura principal. Possui uma excentricidade de 0.15602220 e uma inclinação de 27.95786º.
Este asteroide foi descoberto no dia 4 de novembro de 1999 por CSS em Catalina.